# Penguin Island, Antarktis
Penguin Island är en ö i Antarktis. Den ingår i ögruppen Sydshetlandsöarna strax norr om Antarktiska halvön.
Argentina, Chile och Storbritannien gör anspråk på området.